# Ирина Монфератска
Ирина Комнина Дукина Палеологина, известна като Ирина Монфератска (на гръцки: Ειρήνη Κομνηνή Δούκαινα ή Παλαιολογίνα, Ειρήνη η Μομφερατική, Γιολάντα του Μομφερράτου; * 1273/1274 , Казале Монферато; † 1317, Драма, близо до Солун), е германска принцеса и византийска императрица, втора съпруга на император Андроник II Палеолог.

## Произход
Ирина е родена с името Йоланда през 1273 г. или 1274 г. в Казале Монферато, днешна Италия. Тя е дъщеря на Вилхелм VII (1240 – 1292), маркиз на Монферат, и на втората му съпруга Беатрис Кастилска (1254 – 1286). Ирина е внучка по майчина линия на Виоланта Арагонска и крал Алфонсо X от Кастилия.

## Византийска императрица
През 1284/1285 г. единадесетгодишната Йоланда е омъжена за овдовелия византийски император Андроник II Палеолог. За целта Йоланда приема православието и името Ирина. Ирина ражда на Андроник II Палеолог няколко деца, чиито имена са посочени в една епитафия на Мануил Фил, посветена на смъртта на императрицата:
- Деспот Йоан Палеолог (1286 – 1308)
- Теодоро I (1291 – 1338), маркграф на Монферат
- Деспот Димитър Палеолог (ок. 1295–сл. 1343), баща на Ирина Палеологина
- Симонида Палеологина (1294 – 1336), омъжена 1299 г. за сръбския крал Стефан Милутин (ок. 1253 – 1321)
- Исак
- Теодора
- Вартоломей

Благодарение на този брак Андроник II по-късно получава и правата върху короната на Солунско кралство, което вече половин век е в ръцете на ромеите, но по традиция титлата „крал на Солун“ продължавали да носят маркизите на Монферат, от чийто род през 1204 г. били излъчени първите солунски крале. През 1305 г. умира Йоан I, маркиз на Монферат, брат на Йоаланда и последен мъжки представител на династията на Монфератите. След смъртта му за негов наследник е обявен синът на Ирина Монфератска, Теодор.
Михаил IX Палеолог, заварен син на Ирина, става съимператор на Андроник II Палеолог, а синът на Михаил IX, също Андроник, е обявен за наследник на престола. Това положение обаче не допада на Ирина Монфератска, която се стреми да осигури власт за собствените си деца. През 1303 г. тя напуска Константинопол и се установява в Солун. Там императрицата създава собствен двор, започва да контролира финансите на града и в продължение на 14 години води собствена външна политика като самостоятелен владетел. В историческите си съчинения Никифор Григора описва императрица Ирина като амбициозна и арогантна жена.
Ирина Монфератска умира през 1317 г. в Драма и е погребана в манастира Пантократор в Константинопол.

## Печат на Ирина в НИМ, София
Неин моливдовул се съхранява в колекцията на Националния исторически музей в София. Печатът е открит през 2018 г. при археологически разкопки в средновековната крепост Лютица край Ивайловград. Върху лицето на печата, в цял ръст е изобразена императрицата – на главата си носи разширяваща се в горната част, леко назъбена корона с широки препендулии; облечена е в богато украсени дивитисион с маниакион (яка) и дълга хламида; в дясната си ръка държи скиптър с три топчета на върха; лявата си ръка е поставила на гърдите. Легендата от две колони, разположени в полето от двете страни на императрицата, гласи: Ирина благочестива, божествена севаста Комнина Дукина Палеологина. От другата страна на печата е изобразена Богородица, седяща на трон и държаща медальон с изображение на Младенеца.